# Barranco de Clamosa
El barranco de Clamosa es un barranco en España, en el término municipal de La Fueva, al sudeste de la comarca del Sobrarbe, provincia de Huesca, Aragón.
Nace en las faldas del pico del Castillet, en los últimos cerros al sur de la sierra del Turón, recorriendo el antiguo término municipal actualmente deshabitado del antiguo municipio de Clamosa, que en la actualidad pertenece a La Fueva. Es el último curso de agua que fluye por la margen izquierda del río Cinca dentro de las mugas comarcales del Sobrarbe.
Desemboca en el embalse de El Grado, a unos seiscientos metros de la localidad deshabitada de Clamosa, de la cual toma el nombre, y a setecientos al Norte del también despoblado de Lapenilla.